# جوزيف بلان
جوزيف بلان (بالفرنسية: Joseph Blanc)‏ هو رسام فرنسي، ولد في 25 يناير 1846 في باريس في فرنسا، وتوفي بنفس المكان في 5 يوليو 1904.

## معرض صور

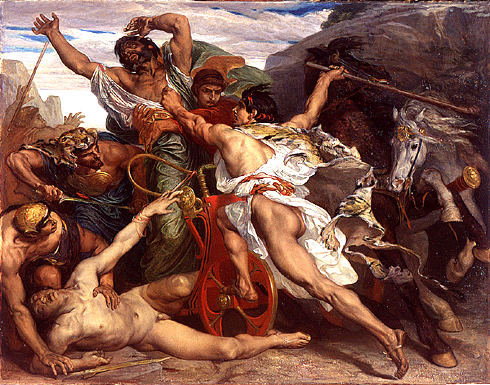
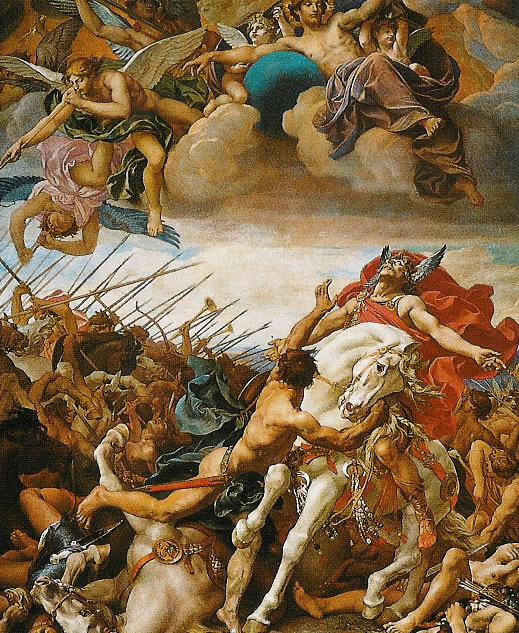
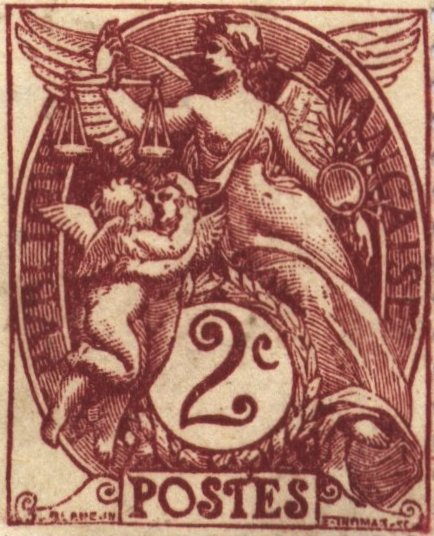
طابع من نوع بلان.
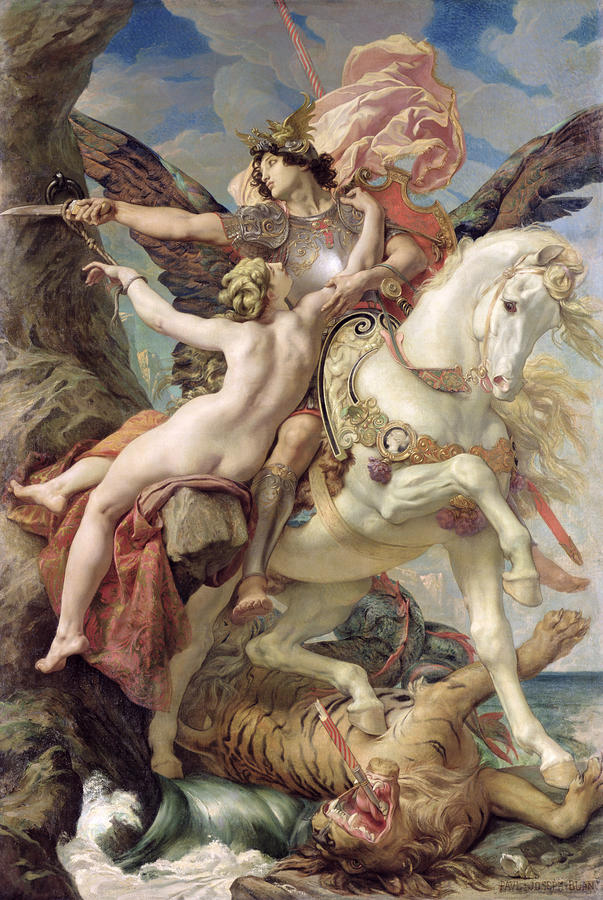